# Бамбергский симфонический оркестр

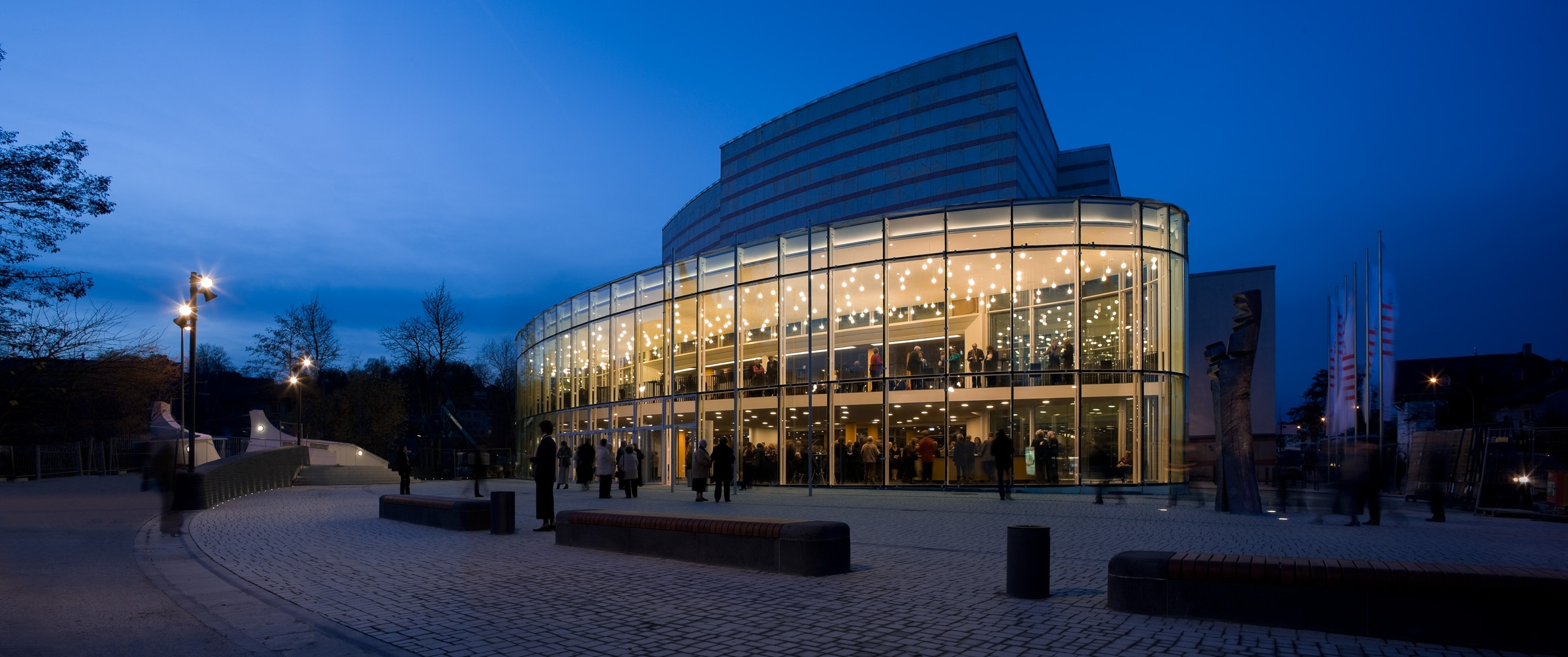
Концерт-холл в Бамберге — домашняя сцена оркестра

Бамбергский симфонический оркестр (нем. Bamberger Symphoniker) — немецкий симфонический оркестр, базирующийся в Бамберге. Основан в 1946 г.; ядро оркестра составили депортированные из Чехословакии музыканты-немцы, до 1945 игравшие в Немецком филармоническом оркестре Праги (нем. Deutsches Philharmonisches Orchester Prag), во главе с бывшим руководителем этого оркестра Йозефом Кайльбертом. 20-летнее руководство Кайльберта вывело оркестр в первые ряды германских академических музыкальных коллективов; в послевоенные годы Бамбергский оркестр первым из оркестров Германии совершил сперва европейские, а затем и мировые гастрольные туры.
Среди новейших проектов оркестра — осуществлённая под руководством Джонатана Нотта запись всех симфоний Франца Шуберта и проводящийся с 2004 г. раз в три года международный конкурс дирижёров имени Густава Малера.

## Главные дирижёры
- Йозеф Кайльберт (1949—1968)
- Ойген Йохум (1969—1973)
- Джеймс Лакран (1979—1983)
- Витольд Ровицкий (1983—1985)
- Хорст Штайн (1985—1996)
- Джонатан Нотт (2000—2016)
- Якуб Груша (c 2016 г.)